# Letenye
Letenye (németül: Letting, horvátul: Letinja, szlovénül: Letina) város Zala vármegyében. A Letenyei járás központja.

## Nevének eredete
Letenye nevét először 1341-ben említik írásos forrásban „Letyne” alakban. A település neve szláv eredetű, a leto szóval hozható kapcsolatba, amelynek jelentése „nyár”. Ebből adódóan a név eredeti jelentése feltehetően a nyári időszakkal, nyaralással vagy a melegebb évszakhoz kötődő sajátosságokkal állhatott összefüggésben.

## Fekvése
A Mura bal parti síkon, a vármegye Horvátországgal szomszédos délnyugati részén fekszik, a 7-es főút mentén, 22 kilométerre Nagykanizsától; Murakeresztúrral a 6835-ös út köti össze.
A szomszédos települések a határ magyar oldalán: észak felől Zajk, északkelet felől Becsehely, kelet felől Tótszentmárton, délkelet felől Tótszerdahely, északnyugat felől pedig Murarátka. Délnyugati határában folyik a Mura folyó, abban az irányban a határos (túlparti) települések már Horvátországhoz tartoznak.
A település legnagyobb része a Mura által feltöltött alföldön helyezkedik el, de határában észak felé kisebb dombok is elterülnek (Julián-hegy, Öreghegy, Kecskehát, Béci-hegy).

### Közlekedése
A város csak közúton érhető el, de közúti infrastruktúrája igen fejlett. A városban üzemelő határátkelőnél ér véget a Budapest–Székesfehérvár–Siófok–Nagykanizsa felől érkező 7-es főút, illetve a Nagykanizsa felől futó, 2004-ben átadott M7-es autópálya. Letenyéről Lentibe vezet továbbá egy fontos mellékút, a 7538-as út, amely mellé a növekvő szlovén-magyar forgalom miatt autópálya is épült. Előbb megépült az M70-es autóút 2×1 sávon, az autóút elején és végén, illetve a lehajtóknál 2×2 sávon, melyet később kibővítettek így mára teljes értékű autópályaként üzemel. A városba futnak továbbá más alsóbbrendű utak a környező települések felé is: Bázakerettye irányába például a 7540-es út.
A térség autóbusz-közlekedése más Zala vármegyei városokéhoz hasonlóan szintén fejlettnek mondható. A településen lévő buszállomásról a környező településekre, Nagykanizsára, Lentibe és Zalaegerszegre sűrűn, Budapestre vasárnap indulnak buszjáratok.

## Története
Bronzkori nyomokat a Letenye-Szentkeresztdombon feltárt Árpád-kori falu helyén találtak.
A település temetőjében egy stájer márványból készített egyszerű oltárt találtak, amelyet Cajus Julius Flavianus állíttatott lányának, Faustinának. 
Feltártak itt egy későavar kori avar-szláv temetőt, amelyből a bronzművesség, kovácsmesterség és a gyöngyöntés hagyományainak szinte teljes megsemmisülésére következtethetünk.
Letenye első említése 1341-ből való, Letyne formában. Neve szláv eredetű (leto: „nyár”.) Ekkor a Széchy család birtokában állott, és kiemelkedő jelentőséggel bírt a környéken. 1367-ben a király vásártartási jogot adott a településnek, amely 1498-tól mezőváros.
A török időkben többször is elpusztult, a 17. század végén elveszítette mezővárosi rangját. Később pestis pusztította a lakosságot. 1971-ig járási székhely. Fejlődésnek igazán csak az 1930-as években indult újra.
A településen 1923 óta működik közúti határátkelő.
1929-ben Béc, 1935-ben pedig Egyeduta községet csatolták hozzá. Városi rangját 1989. március 1-jén kapta.

## Közélete
A városban polgárőrség működik.

### Polgármesterei
- 1990–1994: Rostonics László (független)[6]
- 1994–1998: Rostonics László (független)[7]
- 1998–2002: Rostonics László (független)[8]
- 2002–2006: Rostonics László (független)[9]
- 2006–2010: Halmi Béla (független)[10]
- 2010–2014: Halmi Béla (Fidesz-KDNP)[11]
- 2014–2019: Farkas Szilárd (független)[12]
- 2019–2024: Farkas Szilárd (független)[13]
- 2024– : Vida László (Fidesz-KDNP)[1]

## Népesség
A település népességének változása:
| Lakosok száma | 4202 | 4176 | 4001 | 3857 | 3752 | 3759 | 3745 |
|               | 2013 | 2014 | 2018 | 2021 | 2022 | 2023 | 2024 |

A 2011-es népszámlálás idején a nemzetiségi megoszlás a következő volt: magyar 86,5%, cigány 9,15%, horvát 2,7%, német 0,78%. 71,9% római katolikusnak, 1,14% reformátusnak, 7,4% felekezeten kívülinek vallotta magát (18,5% nem nyilatkozott).
2022-ben a lakosság 87,2%-a vallotta magát magyarnak, 5% cigánynak, 2,5% horvátnak, 0,5% németnek, 0,1-0,1% szerbnek, bolgárnak, szlovénnek és szlováknak, 1,8% egyéb, nem hazai nemzetiségűnek (11,2% nem nyilatkozott; a kettős identitások miatt a végösszeg nagyobb lehet 100%-nál). Vallásuk szerint 50,7% volt római katolikus, 1,2% református, 0,3% evangélikus, 0,2% görög katolikus, 0,9% egyéb keresztény, 1,6% egyéb katolikus, 5,4% felekezeten kívüli (39,6% nem válaszolt).

## Nevezetességei
- Szapáry-Andrássy-kastély
- Szentháromság római katolikus plébániatemplom
- Aranybárány fogadó – épült 1800 körül barokk stílusban

A kastély parkjában egy közel 150 éves platánfa áll, ami az év fája volt a Letenyéért Közéleti Egyesületnek köszönhetően 2010-ben.

## Turizmus
- Termálfürdő

## Kultúra
- Mura Menti Napok,[16] 2 évente megtartott rendezvény
- Országos Népművészeti és Kézművestábor évente
- Nemzetközi Fúvósfesztivál

## Híres emberek

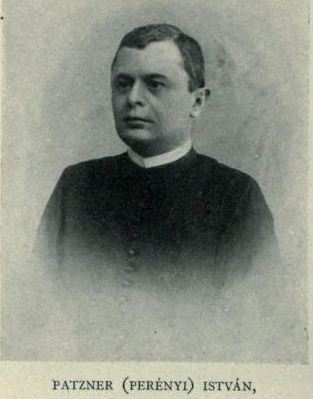
Patzner (Perényi) István

- Ferkovics József (1961-) grafikus, festő
- Kalivoda Kata (1877–1936) festő
- Korach (Komját) Aladár (1891–1937) költő, újságíró (Kassán született, de gyermekkorát Letenyén töltötte).
- Korach Mór (1888–1975) vegyészmérnök, akadémikus (Miskolcon született, de gyermekkorát Letenyén töltötte).
- Korach (Kenyeres) Júlia (1895–1958) politikus, publicista
- Nagy Feró (1946–) Kossuth-díjas énekes, színész
- Olgyay Miklós (1904–1958) biológusprofesszor
- Patzner (Perényi) István (1860–1906) műfordító, egyházi író
- Schram Ferenc (1923–1975) zenetörténész, néprajzkutató

## Testvértelepülések
| - Prinzersdorf, Ausztria, (1992) - Conselice, Olaszország, (2002) - Perlak, Horvátország, (2005) - Ludbreg, Horvátország, (2013) |

## Képek

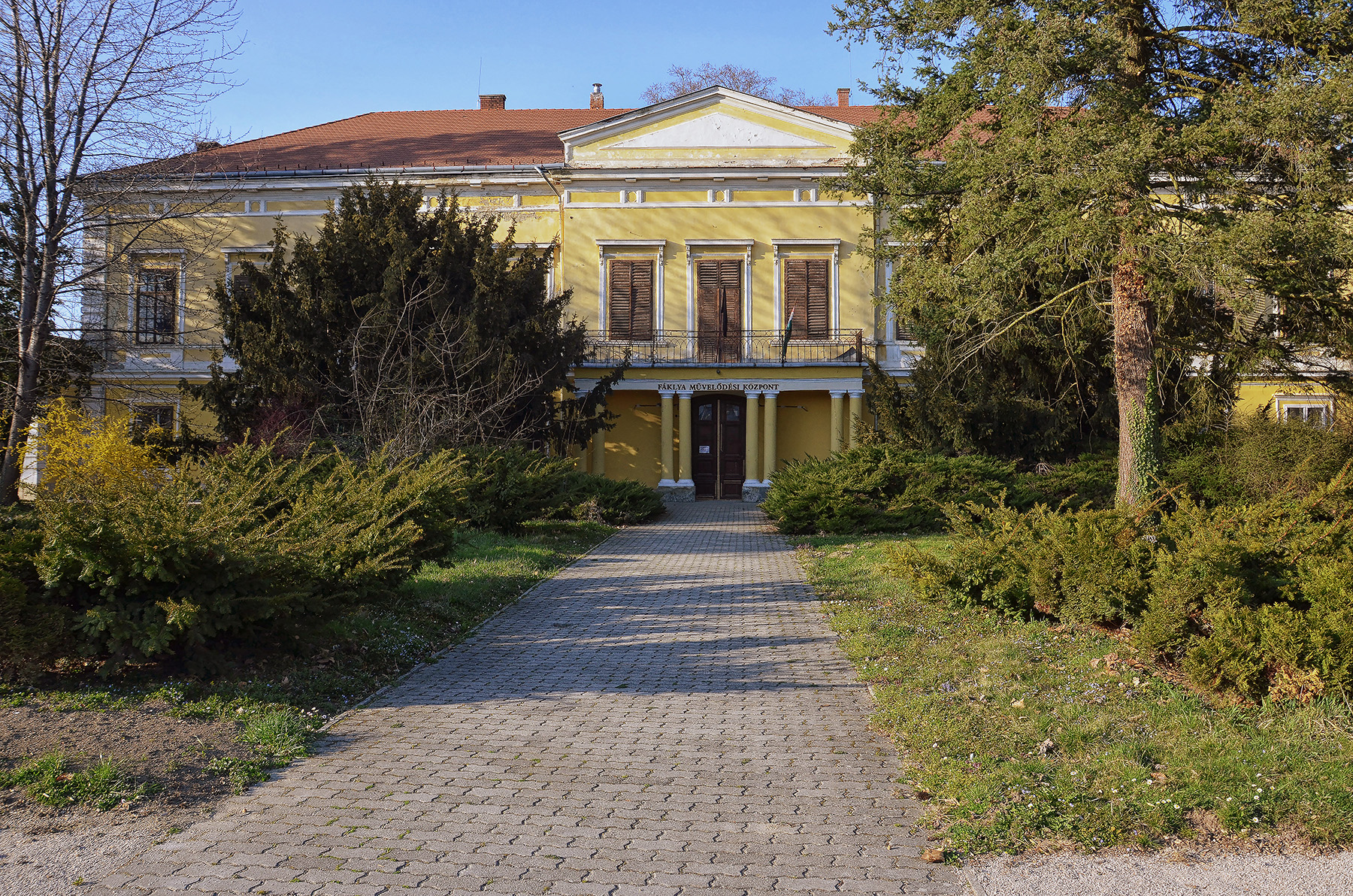
Szapáry–Andrássy-kastély
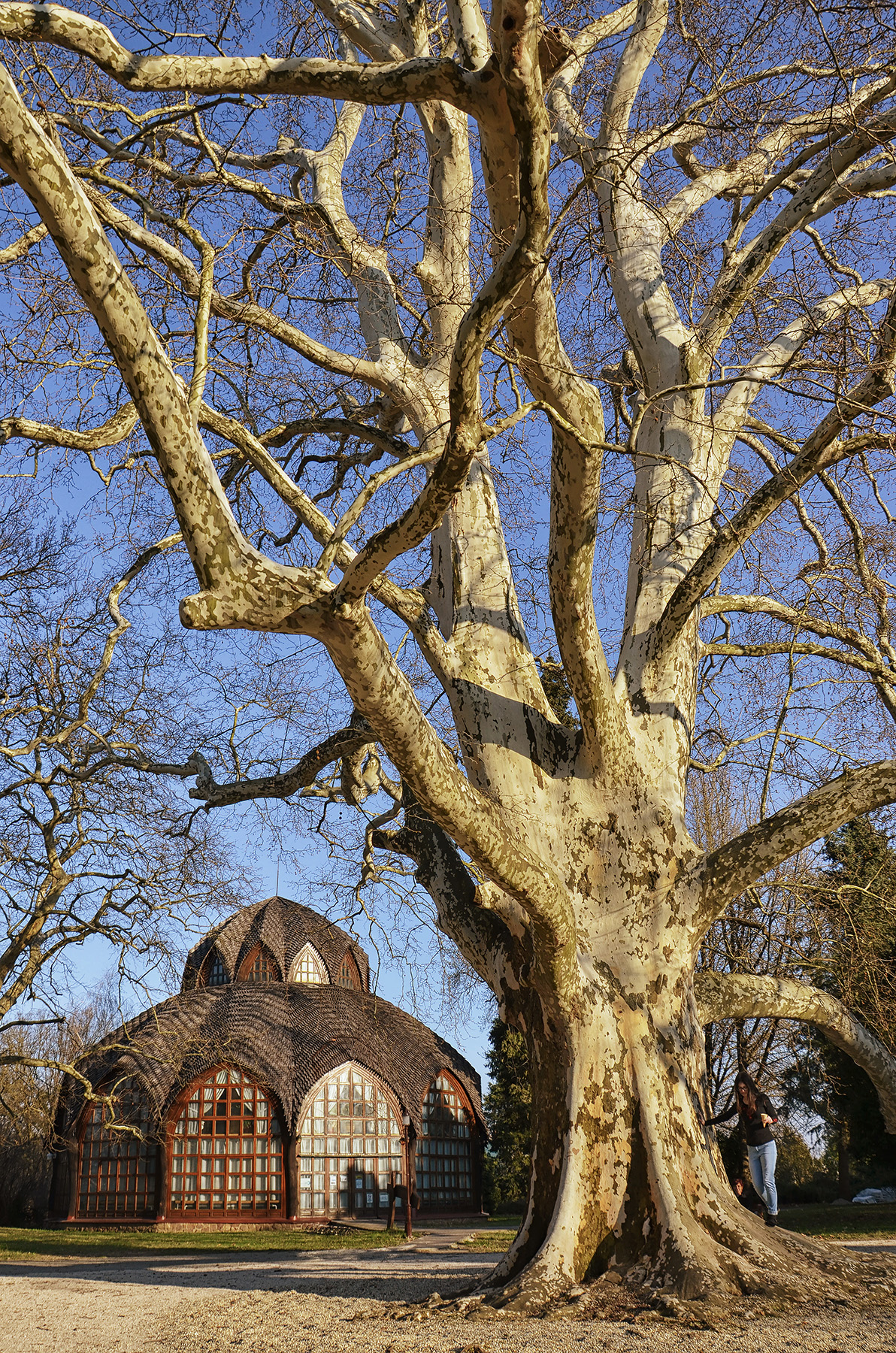
A letenyei platán a könyvtár épületével
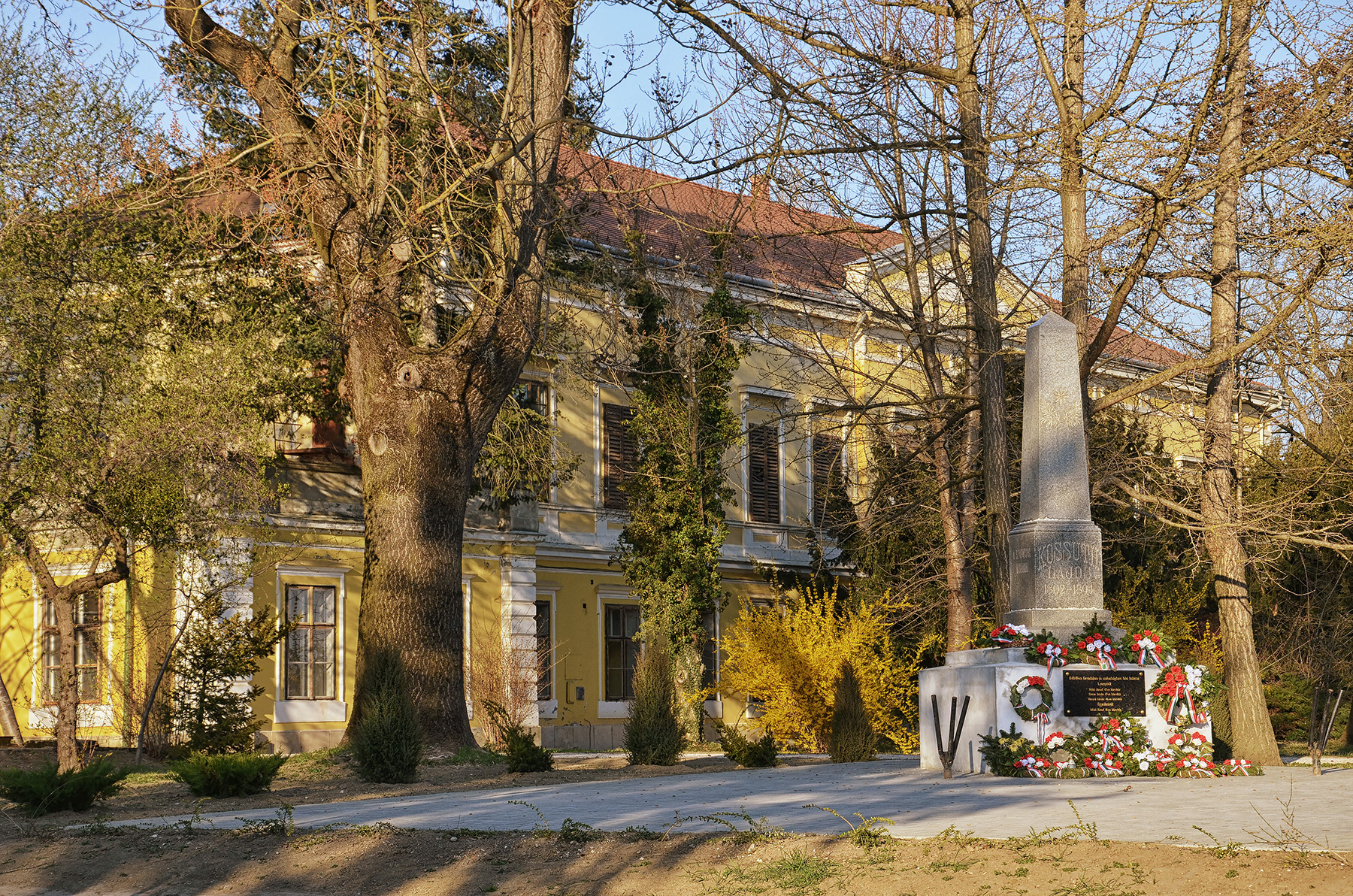
Kossuth-emlékoszlop
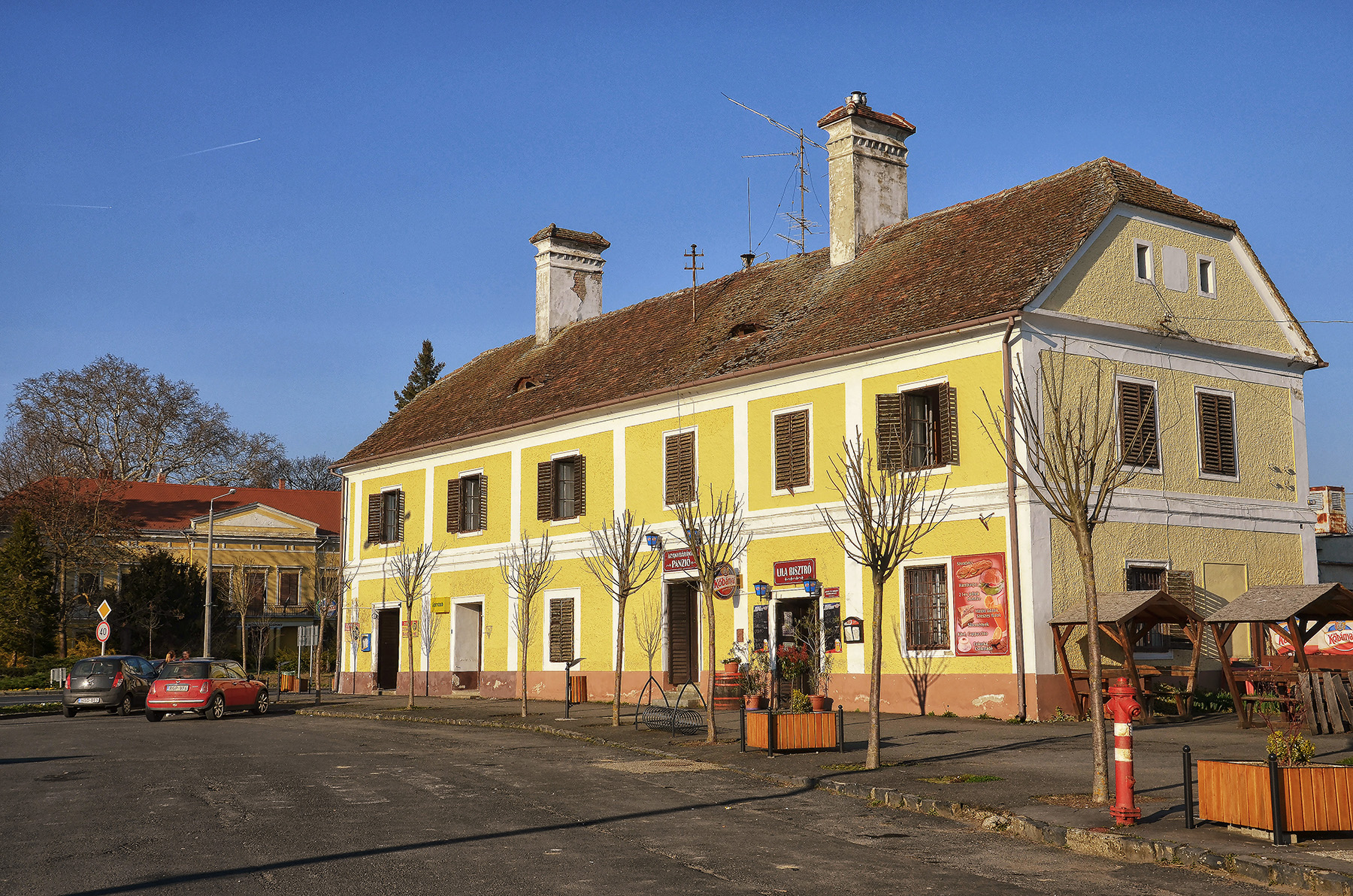
Aranybárány fogadó
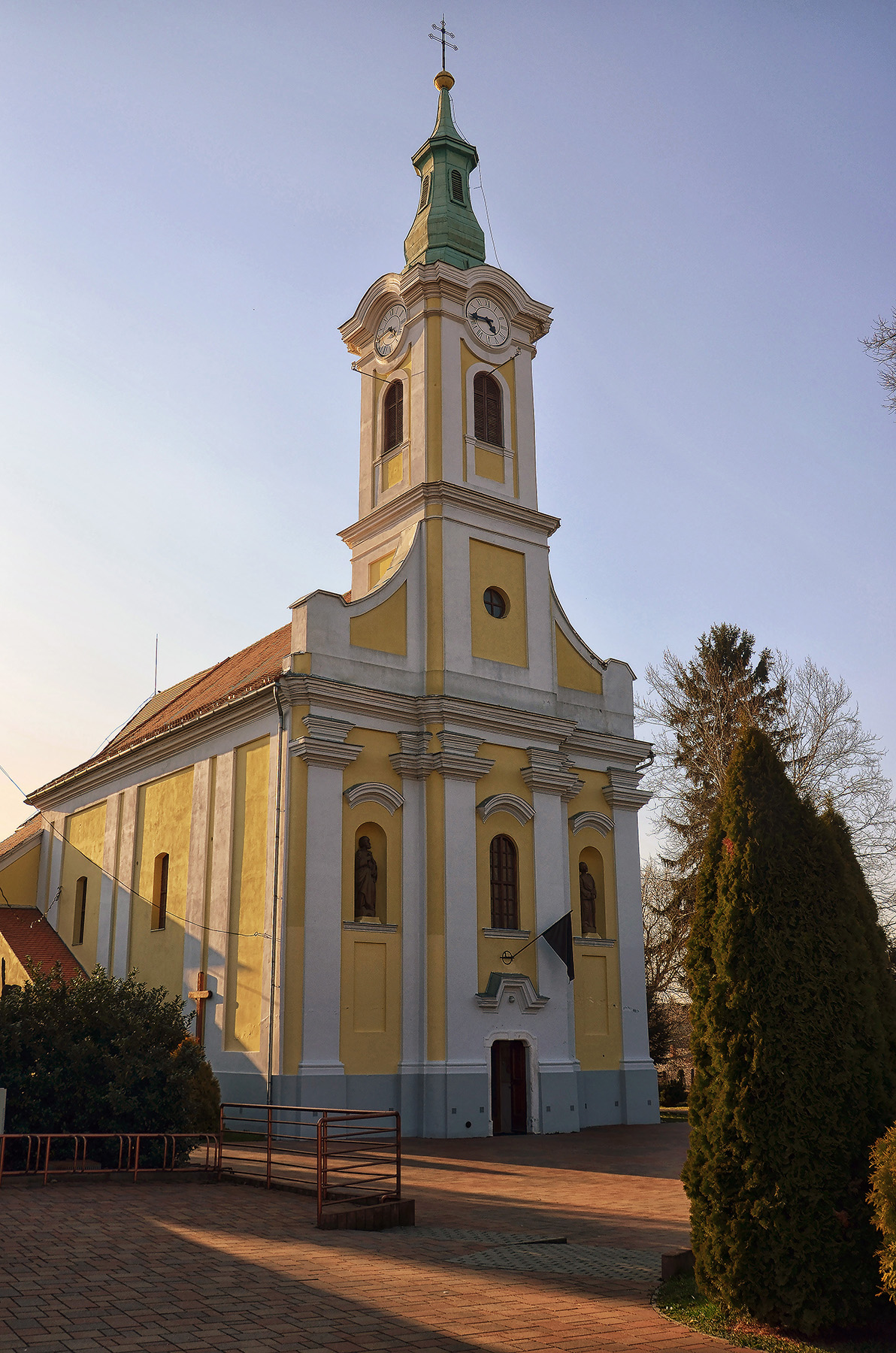
Szentháromság-templom
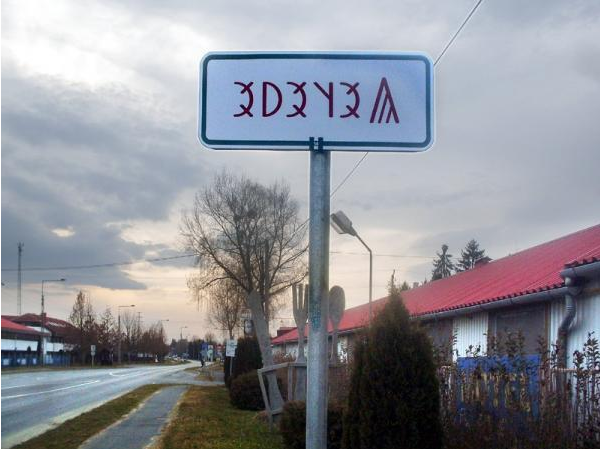
Rovásos helynévtábla
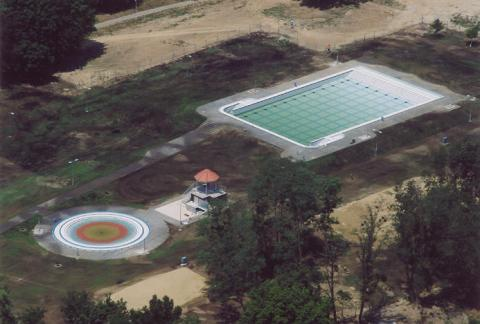